# Фернандо Шеффер
Фернандо Шеффер (порт. Fernando Scheffer, 6 квітня 1998) — бразильський плавець, бронзовий призер Олімпійських ігор 2020 року.
Чемпіон світу з плавання на короткій воді 2018 року.
Переможець Панамериканських ігор 2019 року.
Переможець Південнамериканських ігор 2018 року.

## Виступи на Олімпійських іграх
| Олімпіада  | Дисципліна             | Час     | Місце |
| ---------- | ---------------------- | ------- | ----- |
| Токіо 2020 | 200 м вільним стилем   | 1:44.66 | 3     |
| Токіо 2020 | 4x200 м вільним стилем | 7:08.22 | 8     |